# Seznam starostů Znojma
Toto je seznam starostů města Znojmo (včetně jiných nejvyšších představitelů tohoto města v jiných historických obdobích, jako předsedové MNV a MěNV).

## Seznam starostů Znojma v letech 1850–1918
- Anton Buchberger (1850–1857)
- Anton Glasner (1857–1862)
- Josef Glaßner (1862–1864)
- Josef Wandrasch (1864–1874)
- Anton Jungnickl (1874–1886)
- Johann Brantner (1886–1900)
- Johann Haase (1900–1904)
- Heinrich Homma (1904–1918)[1]

## Seznam starostů Znojma v letech 1918–1945
- Josef Mareš (1920–1935)
- Valentin Skurský (1936–1938)
- Erich Haase (1938)
- Rudolf Urban (1938–1945)[2]

## Seznam předsedů MNV a MěNV Znojma v letech 1945–1990
- Josef Svoboda (??? – prosinec 1989)[3]
- Jiří Juránek (prosinec 1989 – 1990), kooptován[4]

## Seznam starostů Znojma po roce 1990
- Jan Hart (1990–1994)
- Pavel Balík (1994–2006)
- Petr Nezveda (2006–2010)
- Zbyšek Kaššai (2010–2011)
- Vlastimil Gabrhel (2011–2018)
- Jan Grois (2018–2021)
- Jakub Malačka (2021–2022)
- Ivana Solařová (2022–2024)
- František Koudela (od 5. srpna 2024)